# Kenya ai Giochi della XXX Olimpiade
Il Kenya ha partecipato ai Giochi della XXX Olimpiade di Londra, che si sono svolti dal 27 luglio al 12 agosto 2012, con una delegazione di 47 atleti.

## Atletica leggera[1][2]
Velocità e mezzofondo, gare maschili
| Atleta                                                                                       | Gara              | Batterie  | Batterie   | Quarti    | Quarti     | Semifinali | Semifinali | Finale    | Finale     |
| Atleta                                                                                       | Gara              | Risultato | Classifica | Risultato | Classifica | Risultato  | Classifica | Risultato | Classifica |
| -------------------------------------------------------------------------------------------- | ----------------- | --------- | ---------- | --------- | ---------- | ---------- | ---------- | --------- | ---------- |
| Anthony Chemut                                                                               | 800 m             |           |            | N.D.      | N.D.       |            |            |           |            |
| Timothy Kitum                                                                                | 800 m             |           |            | N.D.      | N.D.       |            |            |           |            |
| David Rudisha                                                                                | 800 m             |           |            | N.D.      | N.D.       |            |            |           |            |
| Nixon Chepseba                                                                               | 1500 m            |           |            | N.D.      | N.D.       |            |            |           |            |
| Silas Kiplagat                                                                               | 1500 m            |           |            | N.D.      | N.D.       |            |            |           |            |
| Asbel Kiprop                                                                                 | 1500 m            |           |            | N.D.      | N.D.       |            |            |           |            |
| Isiah Koech                                                                                  | 5000 m            |           |            | N.D.      | N.D.       | N.D.       | N.D.       |           |            |
| Thomas Longosiwa                                                                             | 5000 m            |           |            | N.D.      | N.D.       | N.D.       | N.D.       |           |            |
| Edwin Soi                                                                                    | 5000 m            |           |            | N.D.      | N.D.       | N.D.       | N.D.       |           |            |
| Bedan Karoki                                                                                 | 10000 m           | N.D.      | N.D.       | N.D.      | N.D.       | N.D.       | N.D.       |           |            |
| Wilson Kiprop                                                                                | 10000 m           | N.D.      | N.D.       | N.D.      | N.D.       | N.D.       | N.D.       |           |            |
| Moses Masai                                                                                  | 10000 m           | N.D.      | N.D.       | N.D.      | N.D.       | N.D.       | N.D.       |           |            |
| Vincent Kosgei                                                                               | 400 m ostacoli    |           |            | N.D.      | N.D.       |            |            |           |            |
| Boniface Mucheru                                                                             | 400 m ostacoli    |           |            | N.D.      | N.D.       |            |            |           |            |
| Ezekiel Kemboi                                                                               | 3000 m siepi      |           |            | N.D.      | N.D.       | N.D.       | N.D.       |           |            |
| Brimin Kipruto                                                                               | 3000 m siepi      |           |            | N.D.      | N.D.       | N.D.       | N.D.       |           |            |
| Abel Mutai                                                                                   | 3000 m siepi      |           |            | N.D.      | N.D.       | N.D.       | N.D.       |           |            |
| Wilson Kipsang                                                                               | Maratona          | N.D.      | N.D.       | N.D.      | N.D.       | N.D.       | N.D.       |           |            |
| Abel Kirui                                                                                   | Maratona          | N.D.      | N.D.       | N.D.      | N.D.       | N.D.       | N.D.       |           |            |
| Emmanuel Mutai                                                                               | Maratona          | N.D.      | N.D.       | N.D.      | N.D.       | N.D.       | N.D.       |           |            |
| Alphas Kishoyian Vincent Kosgei Boniface Mucheru Vincent Mumo Boniface Mweresa David Rudisha | Staffetta 4×400 m |           |            | N.D.      | N.D.       | N.D.       | N.D.       |           |            |

Concorsi, gare maschili
| Atleta      | gara                   | Qualificazione | Qualificazione | Finale   | Finale |
| Atleta      | gara                   | Distanza       | Pos.           | Distanza | Pos.   |
| ----------- | ---------------------- | -------------- | -------------- | -------- | ------ |
| Julius Yego | Lancio del giavellotto |                |                |          |        |

Velocità e mezzofondo, gare femminili
| Atleta            | Gara           | Batterie  | Batterie   | Quarti    | Quarti     | Semifinali | Semifinali | Finale    | Finale     |
| Atleta            | Gara           | Risultato | Classifica | Risultato | Classifica | Risultato  | Classifica | Risultato | Classifica |
| ----------------- | -------------- | --------- | ---------- | --------- | ---------- | ---------- | ---------- | --------- | ---------- |
| Joy Sakari        | 400 m          |           |            | N.D.      | N.D.       |            |            |           |            |
| Pamela Jelimo     | 800 m          |           |            | N.D.      | N.D.       |            |            |           |            |
| Janeth Jepkosgei  | 800 m          |           |            | N.D.      | N.D.       |            |            |           |            |
| Cherono Koech     | 800 m          |           |            | N.D.      | N.D.       |            |            |           |            |
| Faith Chepngetich | 1500 m         |           |            | N.D.      | N.D.       |            |            |           |            |
| Hellen Obiri      | 1500 m         |           |            | N.D.      | N.D.       |            |            |           |            |
| Eunice Sum        | 1500 m         |           |            | N.D.      | N.D.       |            |            |           |            |
| Vivian Cheruiyot  | 5000 m         |           |            | N.D.      | N.D.       | N.D.       | N.D.       |           |            |
| Viola Kibiwot     | 5000 m         |           |            | N.D.      | N.D.       | N.D.       | N.D.       |           |            |
| Sally Kipyego     | 5000 m         |           |            | N.D.      | N.D.       | N.D.       | N.D.       |           |            |
| Joyce Chepkurui   | 10000 m        | N.D.      | N.D.       | N.D.      | N.D.       | N.D.       | N.D.       |           |            |
| Vivian Cheruiyot  | 10000 m        | N.D.      | N.D.       | N.D.      | N.D.       | N.D.       | N.D.       |           |            |
| Sally Kipyego     | 10000 m        | N.D.      | N.D.       | N.D.      | N.D.       | N.D.       | N.D.       |           |            |
| Maureen Maiyo     | 400 m ostacoli |           |            | N.D.      | N.D.       |            |            |           |            |
| Milcah Chemos     | 3000 m siepi   |           |            | N.D.      | N.D.       | N.D.       | N.D.       |           |            |
| Mercy Njoroge     | 3000 m siepi   |           |            | N.D.      | N.D.       | N.D.       | N.D.       |           |            |
| Lydia Rotich      | 3000 m siepi   |           |            | N.D.      | N.D.       | N.D.       | N.D.       |           |            |
| Priscah Jeptoo    | Maratona       | N.D.      | N.D.       | N.D.      | N.D.       | N.D.       | N.D.       |           |            |
| Mary Keitany      | Maratona       | N.D.      | N.D.       | N.D.      | N.D.       | N.D.       | N.D.       |           |            |
| Edna Kiplagat     | Maratona       | N.D.      | N.D.       | N.D.      | N.D.       | N.D.       | N.D.       |           |            |

## Pugilato[3]
Maschile
| Atleta                  | Gara       | 32-esimi             | 16-esimi             | Quarti               | Semifinali           | Finale               | Finale     |
| Atleta                  | Gara       | Avversario Risultato | Avversario Risultato | Avversario Risultato | Avversario Risultato | Avversario Risultato | Classifica |
| ----------------------- | ---------- | -------------------- | -------------------- | -------------------- | -------------------- | -------------------- | ---------- |
| Benson Gicharu Njangiru | Pesi mosca |                      |                      |                      |                      |                      |            |

Femminile
| Atleta            | Gara      | 16-esimi             | Quarti               | Semifinali           | Finale               | Finale     |
| Atleta            | Gara      | Avversario Risultato | Avversario Risultato | Avversario Risultato | Avversario Risultato | Classifica |
| ----------------- | --------- | -------------------- | -------------------- | -------------------- | -------------------- | ---------- |
| Elizabeth Andiego | Pesi medi |                      |                      |                      |                      |            |

## Nuoto[4][5]
Maschile
| Atleta        | Gara               | Batterie | Batterie | Semifinali | Semifinali | Finale | Finale |
| Atleta        | Gara               | Tempo    | Pos.     | Tempo      | Pos.       | Tempo  | Pos.   |
| ------------- | ------------------ | -------- | -------- | ---------- | ---------- | ------ | ------ |
| David Dunford | 50 m stile libero  |          |          |            |            |        |        |
| David Dunford | 100 m stile libero |          |          |            |            |        |        |
| Jason Dunford | 100 m farfalla     |          |          |            |            |        |        |

## Sollevamento pesi
| Atleta              | Gara            | Strappo | Strappo | Slancio | Slancio | Totale | Posizione |
| Atleta              | Gara            | Ris.    | Pos.    | Ris.    | Pos.    | Totale | Posizione |
| ------------------- | --------------- | ------- | ------- | ------- | ------- | ------ | --------- |
| Mercy Apondi Obiero | -69kg femminile |         |         |         |         |        |           |